# Elisabeth von Janota-Bzowski
Elisabeth von Janota Bzowski geb. Rupp (* 21. November 1912 in Prag, Österreich-Ungarn; † 15. August 2012 in Marl, Nordrhein-Westfalen) war eine deutsche Künstlerin und Grafikerin. Sie hat zahlreiche Briefmarken entworfen und berühmte Politiker für US-Magazine porträtiert.

## Leben
Elisabeth von Janota-Bzowski wird in Fachkreisen oft nur „die Janota“ genannt. Ihre Eltern entdeckten schon früh ihr Talent und ermöglichten ihr mit zehn Jahren Mal- und Zeichenunterricht. Mit 17 verkaufte sie bereits ihre ersten Bilder. Nach ihrem Studium an der Reimann-Schule begann sie ihre internationale Karriere, die sie auch in die Vereinigten Staaten führte.
Dort arbeitete sie in der Werbebranche für den amerikanischen Tabakkonzern R. J. Reynolds, die Hotelkette InterContinental oder auch für die Chemiekonzerne DuPont und Bayer. Sie entwarf Porträts bekannter Politiker für große Magazine. Die Bilder erschienen unter anderem auf den Titelseiten des US-Magazins Time, der Vogue und des Spiegel. Für das Time Magazine zeichnete sie Bilder von Franz Josef Strauß, Gerald Ford und US-Außenminister Henry Kissinger. In Deutschland machte sie sich in den 1960er Jahren einen Namen, indem sie als Grafikerin an den Werbekampagnen der Unternehmen Burda, C&A und Henkel mitarbeitete.
In Deutschland ist Elisabeth von Janota-Bzowski vor allem für ihre Briefmarkenentwürfe bekannt. Ihre Kunst ziert seit 1977 zahlreiche Briefmarken der Deutschen Post. Ihre Briefmarkenentwürfe zeigen viele Porträts, etwa von Martin Luther, Goethe oder Anne Frank. Viele dieser Porträts sind mit einer derartigen Detailtreue gezeichnet, dass man denken könnte, man halte eine Fotografie in Briefmarkenform in den Händen.  Ihr letzter Briefmarkenentwurf erschien 2002 anlässlich des 125. Geburtstags von Hermann Hesse.
1983 arbeitete sie an einem Kunstblatt für die Flaggenserie der Vereinten Nationen mit, in dem Werke von Marc Chagall, Salvador Dalí und Andy Warhol erschienen. „Die Janota“ zeichnete das Haupt eines weißen Pferdes als Symbol des Friedens: „Seine Kraft, seine friedliebende Natur, seine Treue in Gefahr, seine Ausdauer und Kameradschaft an der Seite des Menschen sind ein hohes ethisches Beispiel.“ erzählte sie. Sein Haupt ist mit Bändern geschmückt, welche die Farben der fünf Kontinente tragen und an dem Emblem der Vereinten Nationen angesteckt sind. Ihre Gedanken erklärte sie damals so: „In seiner Stärke ist die Vision der UNO als Gemeinschaft der Völker symbolisiert. Es gehören Mut und Kraft, Energie und Ausdauer dazu, den Frieden zu verwirklichen.“ Einige Zeit später erschienen anlässlich des 40-jährigen Bestehens der Vereinten Nationen zwölf Briefmarken berühmter Künstler – unter anderem war es ihr Bild des symbolträchtigen und anmutigen Pferdes, das ausgewählt wurde.

## Auktion
Im Michel-Katalog finden sich zahlreiche Briefmarken mit ihren Entwürfen, etwa von Wilhelm Hauff, Anne Frank, Elly Heuss-Knapp, Johann Wolfgang von Goethe, Johann Peter Hebel, Friedrich Hölderlin oder auch ihre Europamarken zur Geschichte des Post- und Fernmeldewesens.
Das Düsseldorfer Auktionshaus Felzmann, das bereits drei wertvolle Audrey Hepburn-Marken versteigerte, sicherte sich exklusiv zahlreiche Entwürfe von Elisabeth von Janota-Bzowski. Sie zeigen den Weg vom ersten bis zum fertigen Entwurf ihrer Briefmarken. Dabei sind etwa die Entwürfe des Pferdehauptes für das Faltblatt der Vereinten Nationen, für Anne Frank, die Folkloretänzer mit Trachten aus dem Schwarzwald und Friesland sowie die Sondermarke, die sie anlässlich des 250. Geburtstag von Clemens Brentano entwarf.

## Auszeichnungen
Elisabeth von Janota-Bzowski wird oft mit den Worten zitiert: „Eine Briefmarke ist ein Mini-Plakat, und ein Plakat ist ein Telegramm. Die Botschaft muss unmittelbar, schnell und vollständig erfasst werden. Deshalb ist die Aufgabe stets dieselbe: Jedes Thema so einprägsam wie nur möglich zu gestalten.“
- 1981 gewann ihre Briefmarke zum „Tag der Briefmarke 1981“ die „Wahl der Schönsten“, die von der Deutschen Post durchgeführt wird. Sie zeichnete eine Szene vor einer preußischen Poststation und überzeugte damit die Briefmarkenfreunde, die sich an der Wahl beteiligten. Sie wurde auch zur schönsten Briefmarke international gekürt.
- 1982 gewann ihre Briefmarke „400 Jahre Gregorianischer Kalender“ erneut den Titel „Wahl der Schönsten“.

## Briefmarkenentwürfe (Auswahl)

### 1977–1978
- 13. Oktober 1977: 100 Jahre Telefon in Deutschland
- 10. November 1977: 150. Todestag von Wilhelm Hauff
- 17. August 1978: 200. Geburtstag von Clemens Brentano

### 1979
- 14. Februar 1979: 100. Geburtstag von Agnes Miegel
- 17. Mai 1979: Europamarken zur Geschichte des Post- und Fernmeldewesens: Telegrafenbüro, 1863 und Postschalter, 1854
- 17. Mai 1979: 50. Geburtstag von Anne Frank

### 1980
- 8. Mai 1980: Europamarken mit der Thematik „Berühmte Persönlichkeiten“: Gelehrte Albertus Magnus und Gottfried Wilhelm Leibniz
- 10. Juli 1980: 1500. Geburtstag des hl. Benedikt von Nursia

### 1981
- 15. Januar 1981: 100. Geburtstag von Elly Heuss-Knapp
- 12. Februar 1981: 300. Geburtstag von Georg Philipp Telemann
- 7. Mai 1981: Europamarke mit dem Thema Folklore: Tanzpaar in Schwarzwälder Tracht und Tanzpaar in friesischer Tracht
- 8. Oktober 1981: Tag der Briefmarke „Szene an einer Poststation um 1855“
- 12. November 1981: 150. Todestag von Carl von Clausewitz

### 1982
- 13. Januar 1982: Die Bremer Stadtmusikanten
- 18. Februar 1982: 150. Todestag von Johann Wolfgang von Goethe
- 14. Oktober 1982: 400 Jahre Gregorianischer Kalender

### 1983
- 5. Mai 1983: 150. Geburtstag von Johannes Brahms
- 11. August 1983: 250. Geburtstag von Christoph Martin Wieland
- 11. August 1983: 100. Geburtstag von Otto Warburg
- 13. Oktober 1983: 500. Geburtstag von Martin Luther

### 1984–1985
- 12. Januar 1984: 150. Geburtstag von Philipp Reis
- 10. Januar 1985: 200. Geburtstag der Brüder Grimm
- 16. April 1985: 225. Geburtstag von Johann Peter Hebel

### 2000–2002
- 14. August 2000: 100. Todestag von Friedrich Nietzsche
- 4. Juli 2002: 125. Geburtstag von Hermann Hesse

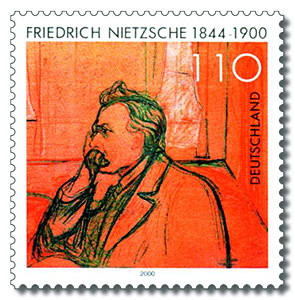
2000: 100. Todestag von Friedrich Nietzsche

## Würdigung des Lebenswerks
In Erinnerung an die Künstlerin und zur Würdigung ihres Lebenswerks gab die Deutsche Post AG ein Buch über ihren Lebensweg heraus, der sie von Prag und Berlin auch in die USA und nach Chile führte.

## Ausstellungen
- „Persönlichkeit, Geschichte, Kultur – Briefmarkenentwürfe von Elisabeth von Janota-Bzowski“
  - 26. November 1982 bis 9. Januar 1983: Goethe Museum Düsseldorf
  - 11. September bis 30. Oktober 1983: „Die Luther-Marke“, Heylshof-Atelier-Präsentation zum Lutherjahr 1983, Worms
  - 2. bis 28. Oktober 1984: Heimatmuseum Rotenburg (Wümme)
- „Weltweite Kommunikation durch Briefmarkenkunst“
  - 2. Juli bis 28. August 1987: Köln
- „Persönlichkeit und Geschichte – Briefmarkenentwürfe von Elisabeth von Janota-Bzowski“
  - 2. April bis Sonntag, 25. Juni 1995: Schloss Britz, Berlin

»Geschichte hat viele Gesichter« - Originalentwürfe für Briefmarken der Deutschen Bundespost. 11. August bis zum 29. Oktober 1995: Reichskammergerichtsmuseum Wetzlar.
- „Briefmarken-Kunst – Impressionen aus dem Lebenswerk von Elisabeth von Janota-Bzowski“
  - ab 6. Oktober 2010, Auktionshaus Felzmann, Düsseldorf